# RGB-Signal
Das RGB-Signal ist ein Standard für die Übertragung von Farb-Videosignalen.
Dabei werden die drei Grundfarben Rot, Grün und Blau jeweils in einem eigenen Kanal übertragen beziehungsweise gespeichert.

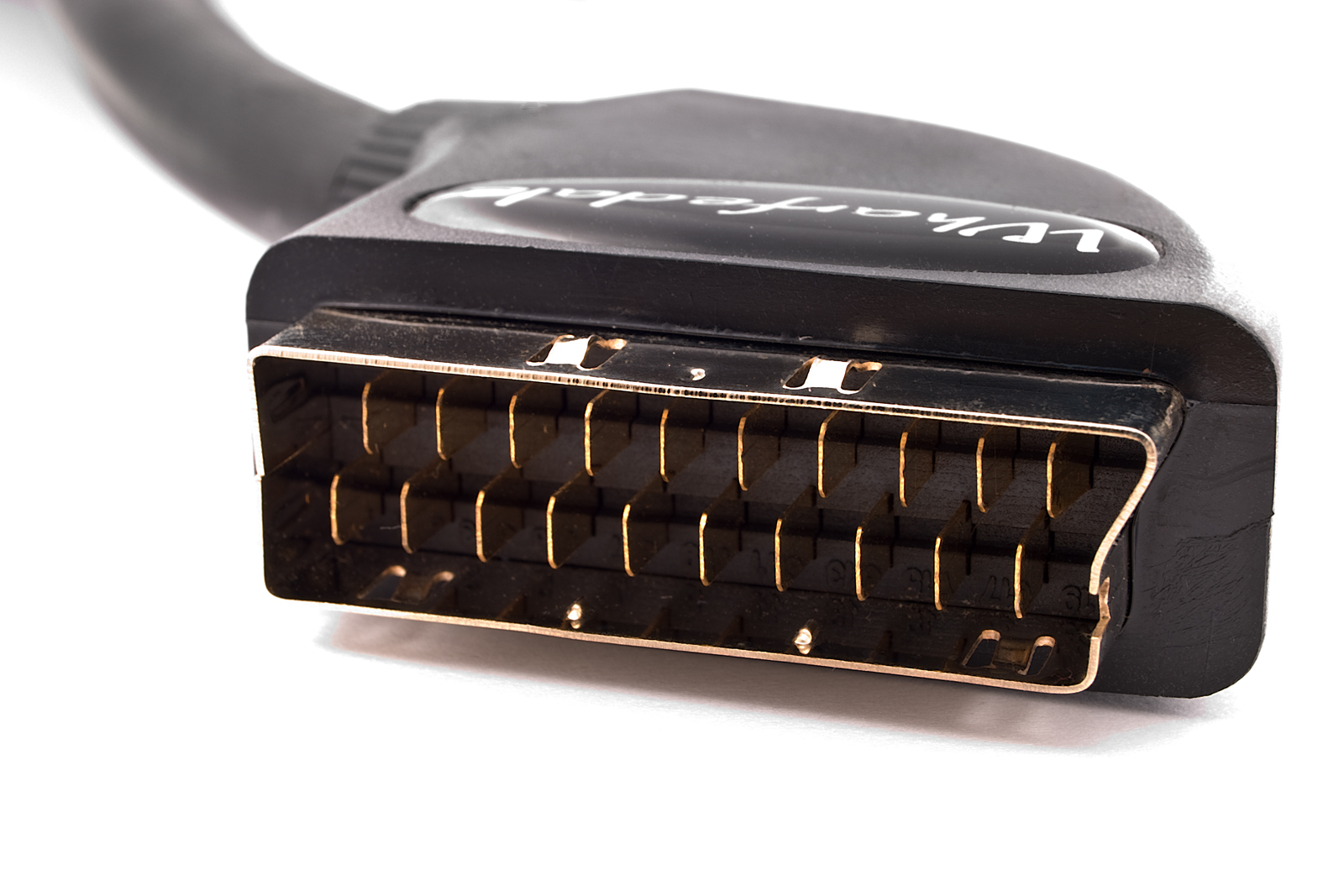
Scart-Kabel für die analoge RGB-Signalübertragung

Pinbelegung Scart: Außenansicht Buchse, Innenansicht Stecker, Farben der Litzenisolierungen

RGB-Signale werden zum Beispiel bei Computern über den VGA-Anschluss oder in der Videotechnik über den SCART-Anschluss oder auch 
BNC-Verbindungen übertragen. Im asiatischen Raum findet sich noch eine alternative Form des Scart-Kabels namens JP-21, die ebenfalls RGB-Signale übertragen kann, durch eine andere Anordnung der Pins jedoch nicht kompatibel ist mit Scart.
Bei der Funkübertragung von Bildern wird das dreikanalige RGB-Signal meist nicht verwendet, da es einfacher ist, ein Signal aus nur einem bzw. zwei Kanälen zu übertragen. Gleichzeitig muss dann noch ein Synchronisationssignal übertragen werden.
Während dieses Sync-Signal bei Composite Video bereits in der Chroma-Information integriert ist, oder bei Component Video und S-Video über der Luminance liegt (Y/C), gibt es drei große Typen von Sync für RGB.
Die am häufigsten vertretenen Typen sind „Sync on Composite“ und „Composite Sync“. Bei Sync on Composite bezieht das Anzeigegerät das Sync-Signal über den Scart Pin, welcher Composite Video überträgt. Composite Sync bedeutet, dass ein separates Sync-Signal über einen separaten Pin des Scarts-Anschlusses übertragen wird.
Bei der Übertragung von VGA wird meist Separate Sync verwendet, welches zwei separate Pins für den horizontalen sowie vertikalen Sync benutzt. 
BNC-Kabel sind in der Lage sowohl Composite Sync als auch Separate Sync zu nutzen.
Analoge RGBHV-Anschlüsse (RGB mit separaten horizontalen und vertikalen Synchronsignalen) wie BNC waren früher ausschließlich auf professionellen Geräten zu finden. Nun werden sie zum Teil von YPbPr-Component Video verdrängt, da dieses die YCbCr-kodierten Bilddaten, die bei MPEG-basierten digitalen Videoformaten anfallen, ohne vorherige Umrechnung übertragen kann. Die Umrechnung wird in die Kamera (mit RGB-basiertem CCD- oder CMOS-Chip) und in die RGB-basierten Ausgabegeräte verlagert.